# Бадалгачхи
Бадалгачхи (бенг. বদল্গাছি, англ. Badalgachhi) — город на северо-западе Бангладеш, административный центр одноимённого подокруга. Площадь города равна 3,53 км². По данным переписи 2001 года, в городе проживало 3983 человека, из которых мужчины составляли 53,3 %, женщины — соответственно 46,7 %. Плотность населения равнялась 1128 чел. на 1 км². Уровень грамотности населения составлял 38,7 % (при среднем по Бангладеш показателе 43,1 %).